# Valentin Madouas
  Valentin Madouas    (Brest, 12 de juliol de 1996) és un ciclista francès. Actualment milita a l'equip Groupama-FDJ. El seu pare Laurent també fou ciclista professional.
En el seu palmarès destaca el Campionat de França en ruta i la Bretagne Classic del 2023 i la medalla de plata en ruta als Jocs Olímpics de París.

## Palmarès
- 2018
  - 1r a la París-Bourges
- 2021
  - 1r a la Polynormande
- 2022
  - 1r al Tour del Doubs
  - Vencedor de 2 etapes a la Volta a Luxemburg
- 2023
  -  Campió de França en ruta
  - 1r a la Bretagne Classic
- 2024
  -  Medalla d'argent en ruta als Jocs Olímpics

### Resultats al Tour de França
- 2020. 27è de la classificació general
- 2021. 42è de la classificació general
- 2022. 11è de la classificació general
- 2023. 20è de la classificació general

### Resultats al Giro d'Itàlia
- 2019. 12è de la classificació general